# 에어버스 헬리콥터 H160

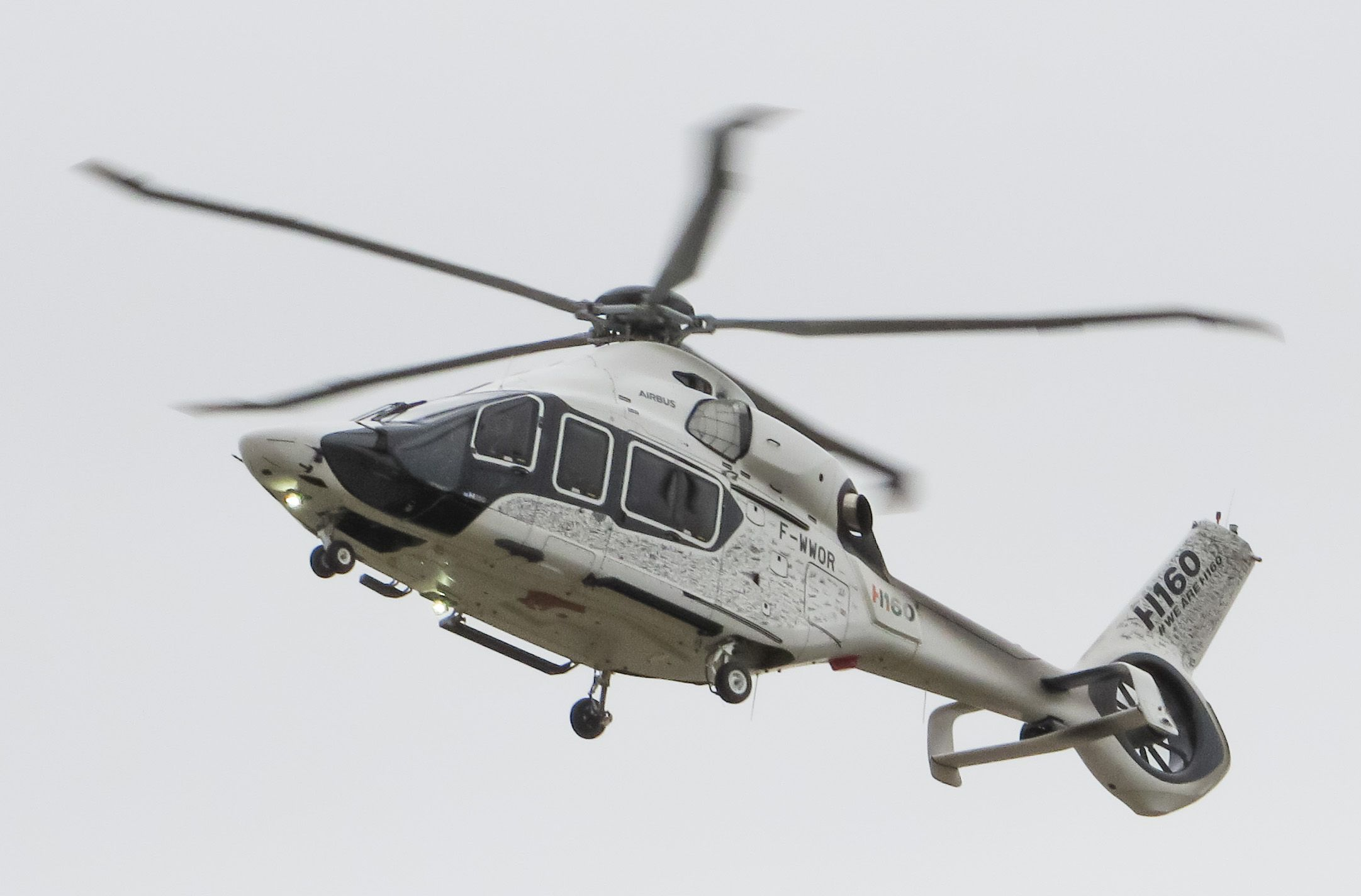

에어버스 헬리콥터 H160(Airbus Helicopters H160)은 에어버스 헬리콥터(Airbus Helicopters)에 의해 개발되고 있는 중형 다목적 헬리콥터이다. 2015년 3월 3일 플로리다주 올랜도에서 열린 헬리-엑스포 2015에서 처음 일반에 공개된 이 기체는 이 회사가 만들고 있는 AS365와 EC155 모델을 대체하기 위한 신형 회전익기이다. H160은 2015년 6월부터에 실제로 시험 비행이 시작되었으며 당초 첫 번째 고객 배송은 2018년으로 예상되었지만 2020년으로 연기되었다.

## 개발
에어버스 헬리콥터 H160의 컨셉은 2011년에 처음 공개되었고, 그 시점에서 유로콥터(Eurocopter)였던 회사 대표에 의해 유로콥터 X4(Eurocopter X4)라는 명칭으로 언급되었는데, 이것은 고속 하이브리드 헬리콥터 기술실증기였던 Eurocopter X3의 후속 모델임을 암시하는 명칭이었다. 2011년 초, 유로콥터 책임자인 루츠 버틀링(Lutz Bertling)은 X4가 헬리콥터계의 게임 체인저가 될 것이라고 선언하며 신형 헬기의; 다양한 기능을 홍보했다. 이때 소개된 초기 기능에는 블루 엣지 액티브 트래킹 로터 블레이드(Blue Edge active tracking rotor blade), 고급 파일럿 지원 기능, 제트기 수준으로 진동을 줄이는 기능 등이 포함되어 있었다. X4는 또한 전반적으로 기존과는 확연히 다른 조종석을 가질 것으로 알려졌고, 버틀링은 이 자리에 "오늘날 우리가 알고 있는 조종석은 거기에 없을 것이다"라고 언급했다. 이와 함께 X4는 2017년에 일부 고급 기능이 없는 임시 모델과 2020년에 더 고급 모델이 나오는 2단계로 출시될 것이라고 발표했다.
X4 개발 프로그램에는 10억 유로(11억 2천만 달러)가 투자된 것으로 알려진다. 제안된 첨단 제어 시스템을 포함한 다양하고 복잡한 최첨단 기능 중에서 몇 가지는 너무 위험하거나 비용이 많이 드는 것으로 간주되어 완화되거나 취소되었다. 2015년 3월 3일에 X4는 공식적으로 H160으로 명명되었는데, 에어버스 헬리콥터의 브랜드 변경 명명 규칙을 처음 시작한 기종이다. 유로콥터 AS365 도팡의 후속 기종으로 시판될 것이며, 아구스타-웨스트랜드 AW139, 시콜스키 S-76, 벨 412와 경쟁하게 될 것이다.
이 기체는 회전익기지만 Airbus A350 여객기와 같은 고급 고정익 항공기에 이용되는 Airbus의 생산 및 지원 기법의 도입에 설계 역점을 두었다. 따라서 설계 프로세스부터 속도를 높이기 위해 각각 동적 요소와 시스템 요소를 시험하기 위한 테스트베드 한 쌍이 제작되었다. 2015년 5월 29일, 첫 번째 H160 시제기가 프랑스 에어버스 헬리콥터의 마리냥(Marignane) 공장에서 롤아웃되며 공개되었다.

## 설계 및 구조
에어버스 헬리콥터 H160은 더 가볍고 효율적인 기체로 만들기 위해 몇 가지 첨단 제작 기술과 재료가 가진 장점을 잘 이용하고 있다. 에어버스에 따르면, 기존의 유압 작동식 랜딩기어와 브레이크를 전동식으로 만든 세계 최초의 헬리콥터이다. 유압 부품을 제거함으로써 기체는 더 가볍고 안전하게 만들어질 수 있었다. 2015년에 Airbus는 일체형 H160이 경쟁 모델인 AW139와 동일한 기본 성능을 제공하면서도 연료 소비량은 더 낮고 운영비는 15~20% 더 낮다고 주장했다. 복합소재로 만들어진 동체는 회전익기의 외형을 마치 스포츠카처럼 자유로운 실루엣을 그리도록 할 수 있게 했다. 원형기 개발 중에 완전한 제빙 설비 및 플라이 바이 와이어 제어 시스템과 같은 기능은 실제로 시험할 필요성이 낮고 무게와 비용만 늘릴 것으로 예상되어 제거되었다.
H160은 블루 엣지 5엽 블레이드 메인 로터를 장착한 최초의 회전익기다. 여기에는 블레이드가 회전할 때 발생하는 소용돌이 기류(BVI)로 인한 소음을 감소시키는 이중 후퇴각 구조가 적용되어 있는데, 이 현상은 블레이드 끝에서 생성된 소용돌이가 그 뒤를 다르는 블레이드가 충돌하면서 일어나는 3-4dB의 노이즈가 감소되고 유로콥터 AS365 도팡의 로터에 비해 유효 탑재량이 100 kg이나 증가한다. 공기역학적 혁신에는 저속 안정성을 높이기 위한 양면 테일 스태빌라이저와 결합된 더 조용한 페네스트론 테일 로터도 포함된다. 엔진으로는 원래 프랫&휘트니 캐나다 PW210E가 장착될 예정이었으나 출력이 부족하고 설계가 복잡해지는 요소가 발견되어 생산형에서는 다른 엔진이 이용될 것이다. 기어박스 윤활 시스템에 대한 예비 백업은 기계적 손상 없이 1차 고장 후 5시간 이상 비행을 가능하게 한다.

2015년 초, Airbus는 H160이 95%를 초과하는 가용성 예상치를 가질 것이라고 주장했다. H160은 헬기에 적합한 항전 장비들을 충분히 갖추고 있으며, 조종석에는 4개의 6×8인치(15cm × 20cm) 다기능 디스플레이가 장착되어 있다. 에어버스 헬리콥터는 자동으로 착륙할 수 있도록 하기 위해 CMA-9000 비행 관리 시스템 및 CMA-5024 GPS 착륙 시스템 센서와 같은 특수한 에비오닉스를 개발하기 위해 Esterline CMC와 협력했다. H160의 비행 시뮬레이터도 헬리시뮬 및 탈레스 그룹과 협력하여 개발되었다. 이런 항전 장비들은 Eurocopter EC145 T2와 Eurocopter EC175 헬리콥터와도 어느 정도의 공통점을 제공한다. 일부 항공 평론가들은 이러한 설계상의 공통점이 아구스타-웨스트랜드의 헬리콥터 제품군 개념과 흡사하다고 주장했다.

## 시험비행
2015년 6월 13일, 원형1호기가 마리냥 공장에 딸린 비행장에서 첫 비행에 성공했다. 그해 11월까지 프로토타입의 비행 엔벨로프는 고도 4,600 m와 최대 속도 324 km/h에 도달하면서 점차 확장되었다. 12월 18일에는 툴보메카 아라노(Turbomeca Arrano) 엔진을 장착한 2호기가 지상 시험을 개시한다. 그보다 앞서 11월에는 H160의 인증과 민간 사업자들에게 전달되는 시기는 2018년이라고 발표되었고, H160M으로 명명된, 군용 형식은 2022년에 공식 평가를 시작하는 것을 목표로 삼게 된다. 이때 에어버스 그룹은 연간 120~150대의 시장이 있다고 추정했는데, 이 회사는 생산 초기에 연간 50대까지 제작하도록 생산율을 끌어올릴 계획을 세웠다.
2016년 3월, H160 프로그램의 책임자인 베르나르 푸자르스키(Bernard Fujarski)는 두 번째 프로토타입의 첫 비행이 2016년 1월로 연기된 것을 제외하면 2015년의 시험 비행 스케줄과 목표가 모두 달성되었으, H160의 공기역학적 특성이 검증되었다고 말했다. 테스트를 통해 일부 전자 장비들을 무게중심을 이유로 동체 뒤쪽에서 기수 쪽으로 재배치해야 할 필요성이 드러났으며, 페네스트론 테일 로터는 성능 기대치를 확실히 넘어선 것으로 보고되었다. 7월에는 이 회전익기의 공기학적 구성과 기본 설계가 확정 동결되었다고 발표되었다. 첫 번째 생산형 H160의 제작은 2017년으로 예정했으며, 첫 번째 인도는 2018년 말 또는 2019년 초에 이루어질 수 있다고 발표했었다. 푸조(Peugeot) 같은 자동차 산업체로부터 영감을 얻은 새로운 생산 계획은 H160의 제작 과정에서 실제로 구현될 것이다. 이 생산 계획은 회전익기의 제작과 최종 조립까지 소요되는 리드 타임을 이전 도팡의 절반 수준으로 떨어뜨리는 것을 목표로 한다.
2017년 3월, 당시 프랑스 국방부 장관 장-이브 르 드리앙(Jean-Yves Le Drian)은 마리냥에서 열린 공식 석상에서 H160이 3군 공통 경량 회전익기 교체 계획(tri-service light rotorcraft replacement programme)의 기초 플랫폼으로 선정되었다고 발표했다. 프랑스 공군의 AS555 페넥과 SA330 푸마, 그리고 SA341 / SA342 가젤 같은 군용 헬기들을 대체하게 될 이 형식에 관해 2019년 5월에 신임 국방부 장관 플로렌스 팔리(Florence Parly)는 "치타"라는 의미를 가진 H160M 게파르(H160M Guépard)라고 명명했다. 같은 해 10월, 2대의 서로 다른 엔진을 갖춘 프로토타입 2대는 500시간의 비행시험에 도달한 반면, 세 번째 프로토타입은 첫 비행에 나서게 된다. 전체 비행 엔벨로프는 더운 날씨와 안테나 및 옵션 장비 시험 및 인증 비행을 남겨두고 공개되었다.
2018년에는 인증 및 인도를 앞둔 10대의 양산형 헬리콥터가 조립되었고 생산량은 계획대로 연간 50대로 늘어날 것으로 예상되었다. 첫 번째 생산형 H160은 2018년 12월 14일에 무난히 첫 비행에 성공했다. 이 헬기에 달린 사프란 아라노(Safran Arrano) 터보샤프트 엔진은 2020년 5월에 미국의 고객에게 인도하기에 앞서 4/4분기에 계획된 H160에 대한 EASA 승인을 받았고, 2019년 6월에 열린 파리 에어쇼에서 형식 인증을 받았습니다.
H160은 3대의 원형기로 1,500시간의 비행 테스트와 시범 비행을 거친 후 2020년 7월 1일 EASA에 의해 형식 인증을 받았으며, FAA 감항 인증과 같은 해에 계획된 미국의 고객에게 인도되었다.

## 제원
승무원 : 2명 + 승객 12명
전장 : 13.96 m / 동체 폭 : 3.54 m / 전고 : 4.91 m
중량 : 4,240 kg ~ 6,050 kg
최대 페이로드 : 1,760 kg + 연료 500 kg
동력 : Safran Arano 1A 터보샤프트 엔진(1,141 shp) 2기
로터 직경 : 13.4 m
최대속도 : 325 km/h
순항속도 : 287 km/h
항속거리 : 850 km
실용상승한도 : 5,900 m
상승률 : 8.9 m/s

## 같이 보기
- 아구스타웨스틀랜드 AW139
- 카모프 Ka-60
- KAI LCH
- KAI LAH
- 벨 412